# ボーイング747-8
ボーイング747-8
ルフトハンザ航空のボーイング747-8I
- 用途：旅客機
- 分類：ワイドボディ
- 製造者：ボーイング
- 運用者：

インターコンチネンタル（旅客機）
 大韓航空
 中国国際航空
 ルフトハンザドイツ航空
 USAF PAR Program
など
フレイター (貨物機)
 コリアンエアカーゴ
 日本貨物航空
 キャセイパシフィック航空カーゴ
 アトラス航空
 UPS航空
 エアブリッジ・カーゴ
 カーゴルックス航空
 シルクウェイウエスト航空
 カタール航空カーゴ
など
- 初飛行：

2010年2月8日（フレイター）
2011年3月20日（インターコンチネンタル）
- 生産数：155機 (うち旅客型48機,貨物型107機)
- 生産開始：2009年11月
- 運用状況：

運用中（フレイター）
運用中（インターコンチネンタル）
- ユニットコスト：

3億3350万 USドル（フレイター）
3億3290万 USドル（インターコンチネンタル）
ボーイング747-8 (英: Boeing 747-8) はボーイングのB747シリーズの旅客機であり、B747-400の後継機、またB747シリーズの最終モデルである。

## 概要

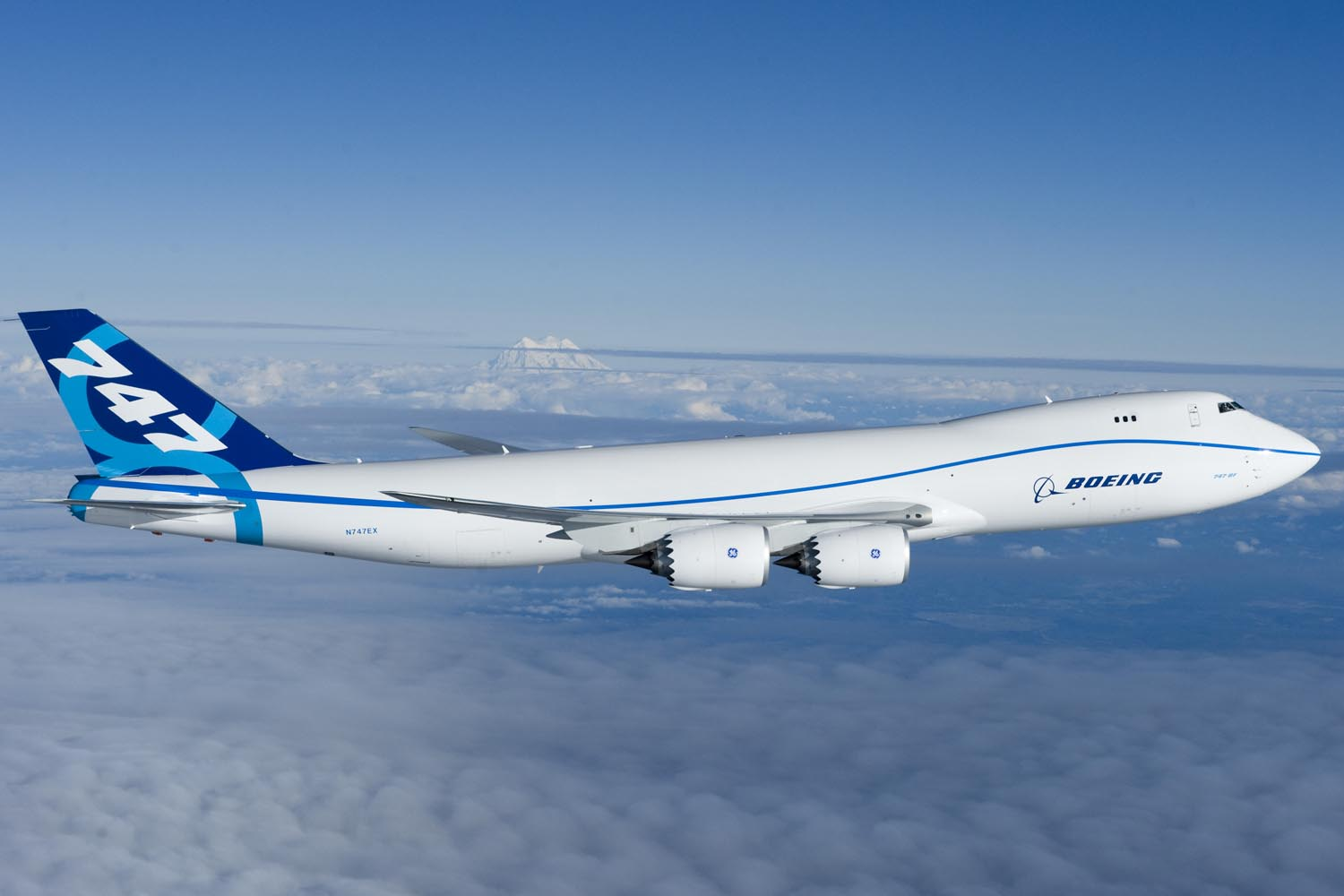
試験飛行中のボーイング747-8F

旅客型の747-8IC 型「インターコンチネンタル」と貨物型の747-8F 型「フレイター」がある。型式発表前は 747 アドバンスト(747 Advanced)の名で計画されていた。
2009年初頭頃に貨物型がまず出荷されて2010年2月に初飛行に成功し、この後引渡しが開始される予定である。2010年頃に旅客型が引渡しが開始される予定であったが、2008年11月にスケジュールの関係で引渡しが遅れることが発表された。貨物型は2009年から2010年第3四半期、旅客型は2010年から2011年第2四半期にずれこむとしている。貨物型の受注が先行し、ボーイング747ファミリーと歴代のボーイング社のフリートで唯一、旅客型より貨物型が先行して出荷されることになった型式である。
2014年10月27日、ルフトハンザドイツ航空の機体が羽田 - フランクフルト線に投入され、これが旅客型の日本初就航となったものの、ボーイング本社は当機種は777や787などの他機種より販売業績が芳しくないため、2019年から2020年までにこの機種の製造中止をする可能性が高いとした。
2017年7月30日、B747-8Iの最後の引き渡しが大韓航空へ行われた。機体記号はHL7644。このHL7644が最後に製造されたB747シリーズの旅客機となった。
2019年11月現在、B747-8FはUPS航空へ残り13機、ヴォルガ・ドニエプル航空へ残り4機納入予定。しかしながら2021年1月、新型コロナウイルス感染症（COVID-19）の世界的流行の影響で航空貨物需要が高まっていることで、2020年7月の生産終了表明後初めて、アトラスエアから貨物型4機の受注を得ることとなった。この受注により、最終生産はこの4機になった。2023年1月31日、アトラスエア（B747-8F,登録記号：N863GT）への最終号機（引き渡し1574機目）の引き渡しをもって56年間の製造に終止符が打たれた。この引き渡し完了を持って、ボーイング社の民間航空機部門の製造ラインからエンジン四基の航空機が姿を消すこととなった。

## 開発の経緯

### ボーイングとエアバスのポスト747構想
1989年からエアバス・インダストリーは747を上回る超大型機「UHCA（ウルトラ・ハイ・キャパシティ・エアクラフト）」の構想を持っていたが、ボーイングはこれに対抗して1991年に、ボーイング747-400の胴体を延長した 「747 ストレッチ」、総2階建ての「747 ダブルデッキ」、全く新造である「ニュー・ラージ・エアプレーン」の3つの構想を発表した。
エアバスを構成する仏独英西の4企業は「UHCA」とは別にボーイングに共同開発を持ちかけ、5社は1993年1月に「VLCT（ベリー・ラージ・コマーシャル・トランスポート）」構想を発表したがライバル同士の意見はまとまらず、エアバスは1994年6月に「UHCA」を「A3XX」として開発すると発表して「VLCT」共同開発は中止となった。
ボーイングは「A3XX」に対し、1994年に既存の747-400をベースにエンジン出力の増強、主翼・ランディングギアの強化を施し、機体を6m延長した530席の「747-500X」、18m延長した 600席の「747-600X」の計画を発表した。航空会社への調査で「747ユーザーのほとんどが747の大型化を望んでいる」結果から777 に続いて日本に共同開発を提案し、航空各社に既存機の改良であることの信頼性を武器に強気に攻勢をかけた。航空各社の要望に思惑が入り乱れて困惑したボーイングは、1997年1月に「-500X/600X」計画を凍結し、当面のつなぎとして747-400型の機体を延長して60 - 80席ほど増設して航続距離を14,000kmに延長した「747-400LR」計画を発表した。エアバスと「A3XX」に対する強烈なネガティブキャンペーンも実施したが、「A3XX」は新技術が多数採用されている一方で、747の発表から30年以上経過している「-400LR」は既存技術の流用が主で「500X/600X」よりも一層半端な設計思想であり、評判は芳しくなく受注が得られなかった。

### 747X計画
2000年1月にボーイングは、新たな構想として3段階の「747X」計画を発表した。第1段階はエンジン出力を増強し、主翼を補強して航続距離を伸ばした「747-400X」、第2段階は「400X」を全体的に大型化して航続距離を伸ばした「747X」、第3段階は「747X」の機体を延長した「747Xストレッチ型」で、747-400に比して全長が10m、翼幅が5m拡大される。第3段階までのプログラムを「A3XX」納入開始である2006年より1年早め、既存機の改良であることから開発費の低減が可能で、新規設計の「A3XX」よりも低価格となることを強みとした。
この計画でエアバスが「A3XX」開発を断念すると判断していた。エアバスは日本に「A3XX」の開発費10%負担を打診していたが、ボーイングの首脳は訪日を重ねて「747Xの日本担当比率がボーイング777の21%以上になるであろう」旨を伝えた。
2000年12月にエアバスは、最高経営委員会で「A3XX」の計画実行を決定し、「A380」と名づけて開発に踏み切った。A380が完成すれば、「747X」の陳腐化は火を見るより明らかであった。
ボーイングは500機、エアバスは1,200機と予測する超大型機市場では「需要が見込めない」として、2001年3月29日にボーイングは「747X」の開発延期を発表した。次いで高亜音速中型旅客機「ソニック・クルーザー」計画を決定したが同年9月に発生したアメリカ同時多発テロによる航空需要の落ち込みと燃料価格の高騰により打ち切られ、効率性を重視した中型機「ボーイング787」の開発計画へ移行した。

### 新形式747-8の登場

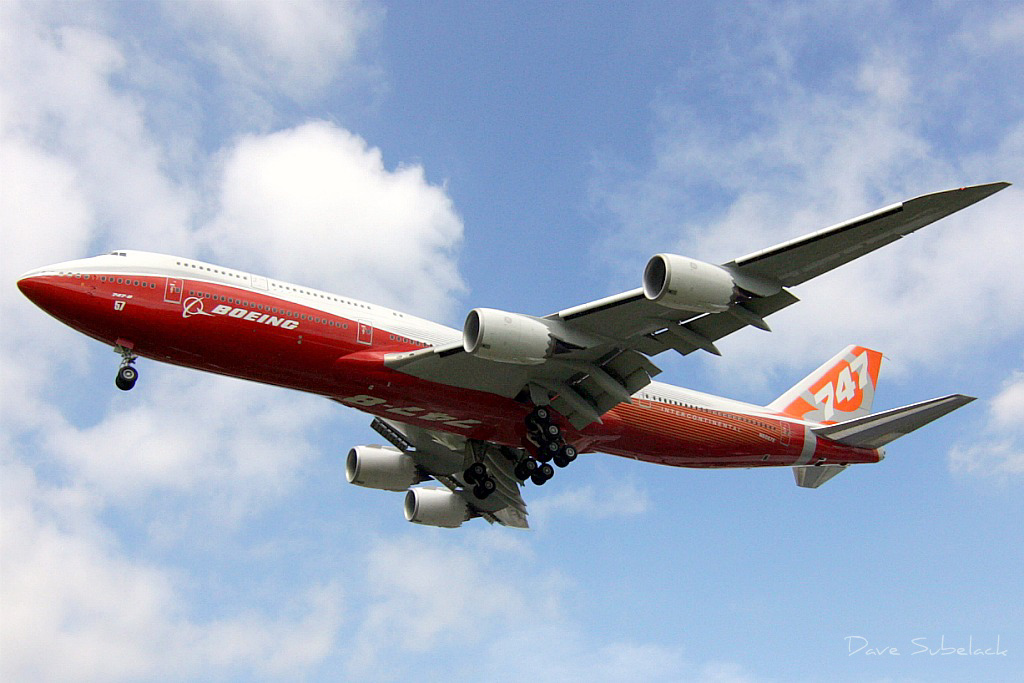
ボーイング747-8

ボーイングは、最新の市場調査の結果大型機の需要が今後もかなり見込めるだろうと判断し、また新技術を投入した中型機「787」の開発で得られた技術的成果を流用すれば開発費を圧縮できるとの思惑もあったことから、747のストレッチに再び意欲を示し、このストレッチ構想に対して 2005年にローンチカスタマーを得たことから、「747-8」の製造を決定した。
幾多の変遷を繰り返し、一時は計画中止かとも考えられた「747X」であったが、航空会社や利用者がアメリカ同時テロ事件の痛手から回復するのに、意外と時間がかからなかったこと、そしてエアバスがA380の開発を開始し多くの受注を得られていたことなどが「747X」計画の実現につながった。その後も超大型機の分野では100機以上の発注を獲得し、夢の総2階建て旅客機として世界中の航空会社が導入したA380に対して、旅客型に関しては押され気味であるものの、B747-8は貨物仕様機を中心に地道な営業活動を展開し、それなりの発注機数を獲得している。
日本国内の航空会社では貨物大手NCA（Nippon Cargo Airlines）が主力機材B747-400の更新用として確定発注し、2013年頃からB747-8F新造機を受領して国際貨物路線にて定期路線に投入している。B747-400型機の後継型であり、最新型ジャンボジェットとなるB747-8IC（インターコンチネンタル）は、旅客型がルフトハンザ航空や中国国際航空、大韓航空の3社で運航されている他、次期アメリカ合衆国大統領専用機「エアフォースワン」機材として選定された。

### 生産・就航
2009年にフレイター、2011年にインターコンチネンタルがロールアウトしたものの、航空会社からの受注の勢いはかつての747クラシック・747-400に比べて影を潜めていた。
フレイターはいまだ若干の需要はあるものの、インターコンチネンタルは787や777などの燃費の良い双発機の受注が主になり、これらの機種で747の路線を置き換えることも可能なため、発注の航空会社は数えるほどとなった。そのような状況を踏まえてボーイング社は2016年9月より月産0.5機で年間6機のペースの減産体制に入ることを予定し、新規受注が得られなければ生産を終了するとの可能性を示唆した。
2017年7月30日、B747-8Iの大韓航空への引き渡しが行われた。機体記号はHL7644。
このHL7644がインターコンチネンタルとしての最後の受注となった。このとき（2019年11月時点）、B747-8FはUPS航空へ残り13機、ヴォルガ・ドニエプル航空へ残り4機の受注が残っていた。

### 生産終了
2010年台に生産そして引き渡しが開始されたが、フレイターはある程度の受注が得られたものの、インターコンチネンタルは同社のB777/B787をはじめとした双発機の大型化そして高性能化により、世界の航空会社では4発機よりも双発機へと転換されつつあり、受注はかつてほどの勢いはなくなっていた。そして、2010年後半になると貨物機としてもB777Fのような双発機の方に目が向けられることとなり、フレイターも段々と受注の勢いに衰えを見せるようになった。2022年にはボーイング社がB777-8Fの開発を決定し、747フレイターを主に運用してきたエアラインがこちらに段々と関心を持つようになり、衰えに拍車がかかった。
このように旅客・貨物の両部門においても4発機から双発機へダウンサイジングする風潮が強まっていったが、2020年に入ると、同年に起きた新型コロナウイルス感染症の影響も相まって需要が低迷したことで、世界の各航空会社でB747旅客型の退役が相次いで行われたように風潮はさらに加速することとなった。
そして2020年7月、ボーイング社は2022年の最後の引き渡しをもって生産終了することを表明。2022年12月7日（日本時間）、アトラス航空（B747-8F）向けの生産最終号機（登録番号：N863GT，通算生産数1574機目）の組み立てが終了してエバレット工場からロールアウト。塗装や飛行試験の後、2023年1月31日にアトラス航空に納入された。このロールアウトをもって生産終了となり、約半世紀の生産に終止符が打たれることとなった。同時にボーイング社で製造している民間機から4発エンジン機が姿を消した。

## 機体の特徴

巨大航空機4機種の比較図
ボーイング747-8（インターコンチネンタル）は青色。
赤色はエアバスA380-800
黄色はヒューズ H-4 ハーキュリーズ
緑色はAn-225 ムリーヤ
を示している

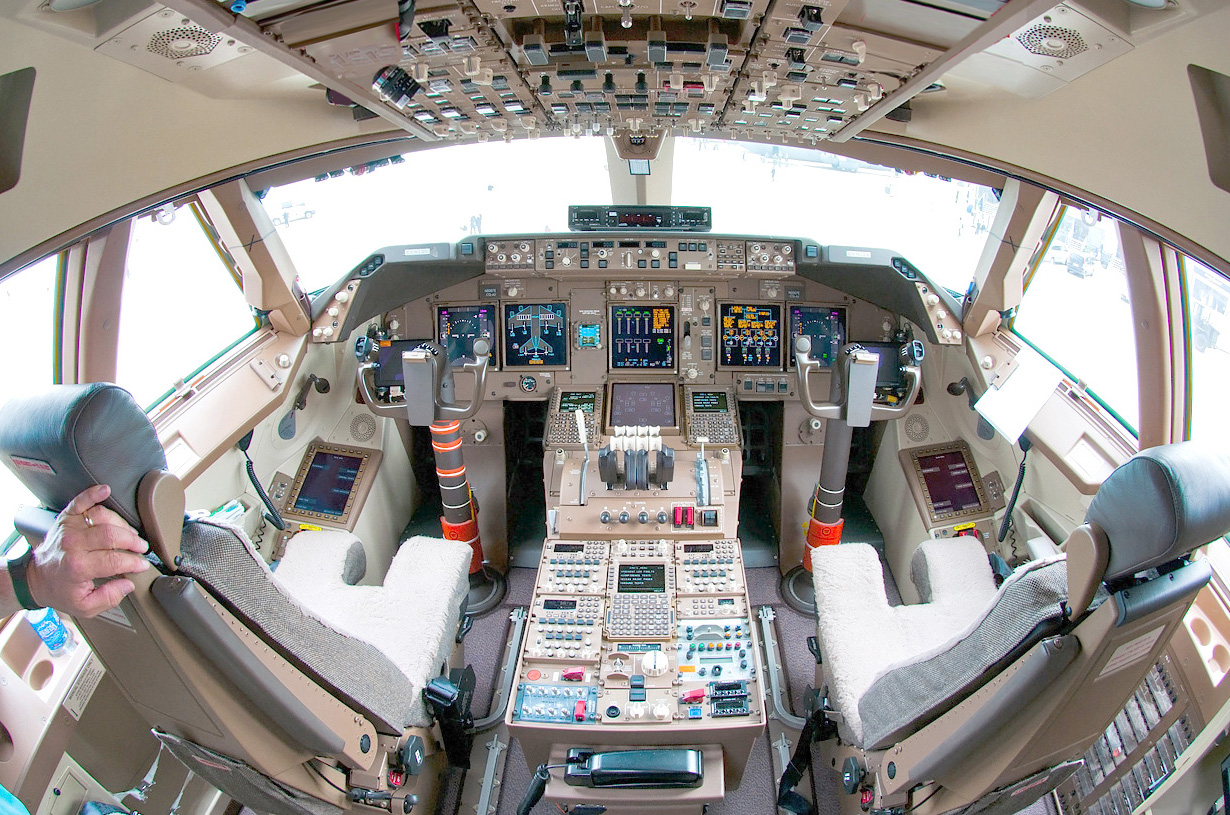
747-8のコックピット

ボーイング747-400の機体をもとに、胴体を主翼の前後で計5.7m延長して収容力を増大させる。主翼は翼端をレイクド・ウィングチップに改良、エンジンもボーイング787 で採用されたゼネラル・エレクトリック(GE)製 GEnx を装備する。
これらの改良によって、「-8IC」では3クラス467名を乗せて 14,815km（8,000海里）、-8Fで140トンの貨物を積み8,275km（4,475海里）の航続距離を実現し、さらに将来の騒音、排気ガス規制に対応する。また、内装についても787の技術が適用され、同社の他の新世代の旅客機と見劣りしないデザインと装備を持った客室となる計画であるが、787のように湿気の影響を受けにくい新素材を多用していないことから、787の売りの一つである、地上に近い（在来機の5%程度に比べ、20%以上を確保される予定）客室の湿度維持は行われない。
エアバスA380への直接の対抗というよりは、キャパシティ的に777-300ER とA380の中間となる機体を目指している。ただし、改良が加えられるとはいえ、胴体は-400型と基本的に同一の構造である（胴体直径は同一の6.1m）。また主翼面積も増加し10%程度大きくなっているが、離着陸速度、滑走路長等の設備面は-400型が発着可能な空港であれば改修の必要は無く支障なく運用可能とされている。
主翼の設計が一新されたことにより、フライ・バイ・ワイヤが採用された。尾翼については-400のものを使用しているので、フライ・バイ・ワイヤではない。操縦方式は-400と同様に操縦輪方式で、-400型の整備や操縦等のライセンスを有しているのであれば、短い時間の移行訓練により容易に移行可能で、-400型を保有する航空会社にとって後継機として考えるならば、ライバル機のエアバスA380を導入するより人件費等の諸経費軽減に繋がるメリットがある。

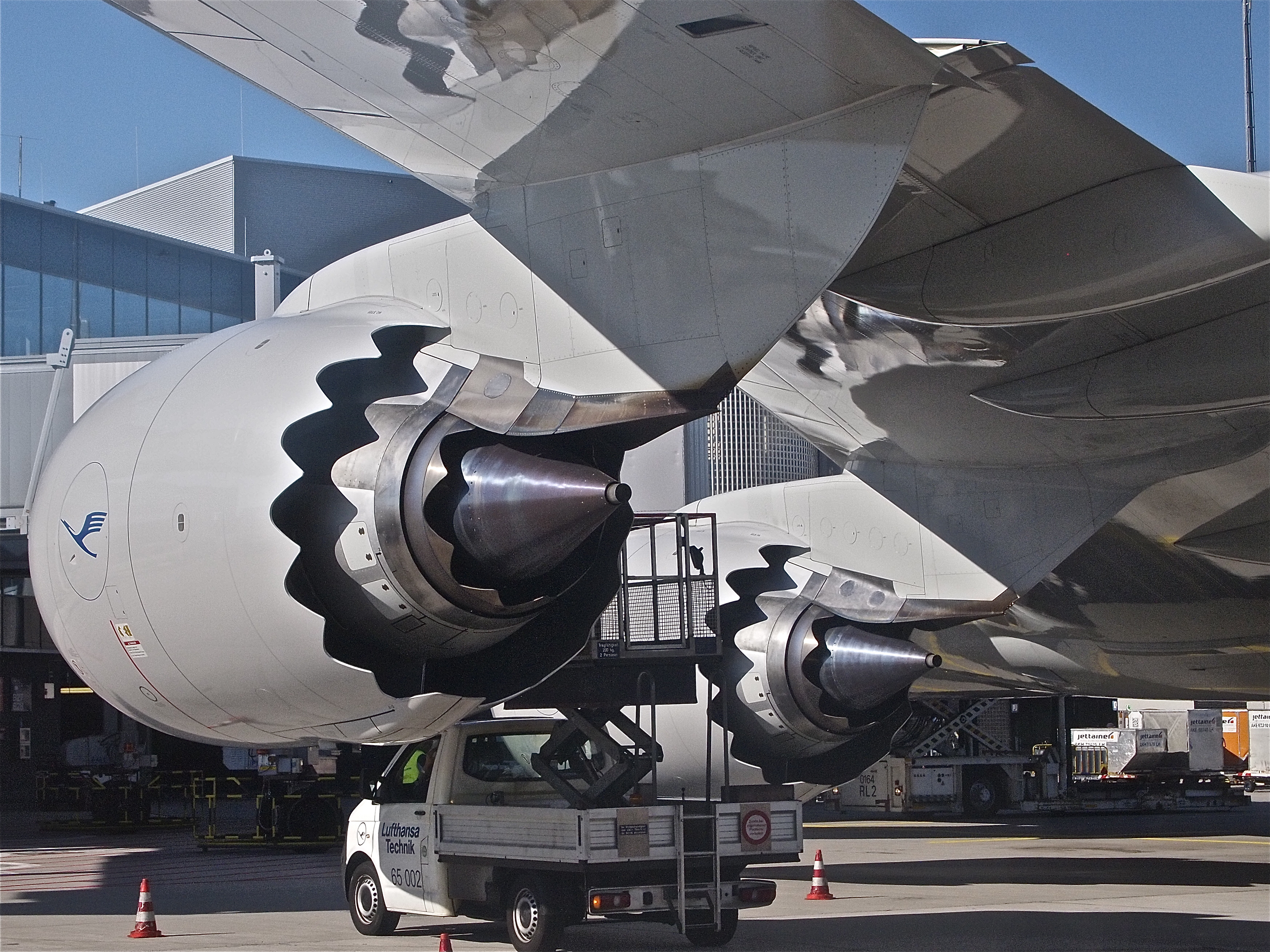
B747-8のエンジン GENX

ボーイング777の長距離型でも見られたことだが、搭載エンジンの供給元がゼネラル・エレクトリック一社に限定されている。これはボーイングとGEとの利害が一致した結果であるとみなされている。すなわち、開発リスクを低減するために開発費をシェアする相手を求めていたボーイングが、GEによるエンジンの独占供給を交換条件に開発資金を出資させた、というものである。GEがグループ内にリースなどの金融部門を持っているがためにできた方策である。
2009年11月のロールアウトにより、当時は「世界最長」の民間航空機となった。これまで民間航空部門では、エアバスA340-600の75.3mが世界最長であったが、その記録を塗り替える形となった（ただし、「世界最大」の民間航空機はエアバス社のA380である）。しかし2019年3月13日、同社の新型双発機・ボーイング777-9がロールアウトしたことにより、世界最長の民間航空機は全長76.7mの同機となった。

## 生産タイプ

### 747-8IC（インターコンチネンタル：旅客機タイプ）

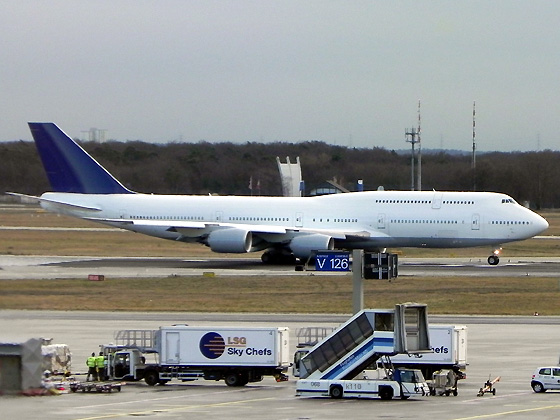
各種チェックのためにフランクフルトに飛来したRC-021（N6067U、のちにDLHでD-ABYEとなるはずだったが購入取り止め）

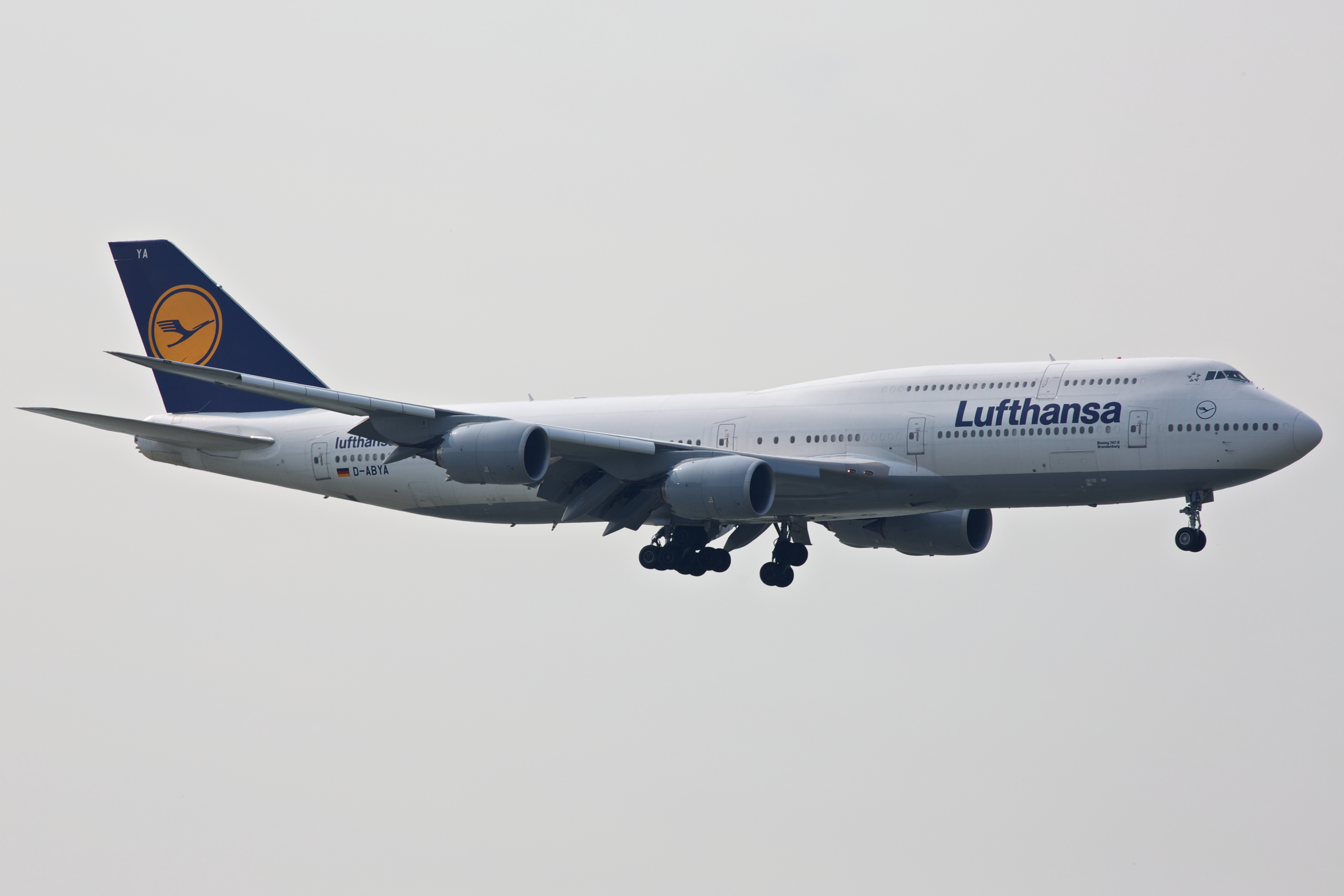
ルフトハンザドイツ航空で就役したB747-8(D-ABYA)

最新型のボーイング747-400も初就航から20年が経とうとしていることから「ポスト747」として開発された。アッパーデッキは747-400よりさらに延長し、3クラスで467席仕様となる予定。客席数増加にも関わらず747-400ER比で航続距離は延長され、燃費も改善し、騒音の影響も30%程度軽減される。「インターコンチネンタル」はかつてボーイング707-320の愛称としても使用されていた。
先にエアバス社がこの超大型機部門では総2階建てで標準座席仕様が525席のA380を製造しているが、これに直接対抗するのが目的でなく、あくまでボーイング社はA380とB777-300ERやエアバスA340-500、600クラスの中間を埋める450人級の機材として考えている。
今までの747に比べて新たに胴体後方に「スカイロフト」が設定できるようになった。ここは旅客席の増席や個室、ラウンジ、ビジネスセンターなどで利用可能としている。
2005年11月15日に開発を正式に決定し暫く貨物型のみの受注であったが、2006年12月6日にルフトハンザドイツ航空から20機の発注（+オプション20機）を受け、航空会社から旅客型初の受注となった。2007年、最終コンフィギュレーションが決定。2006年12月の受注以降は新規受注は皆無だったが2009年12月、大韓航空より5機の受注を獲得する・。大韓航空は、747-8の旅客・貨物両タイプを発注した初めての航空会社となった。2006年のルフトハンザドイツ航空以来の航空会社として2社目の受注となった。2011年3月7日には、中国国際航空より5機の発注を受けた。実機がロールアウトした後では、初めての受注となった。と同時に、前にエアバスA380を発注していない航空会社からの初の受注となった。

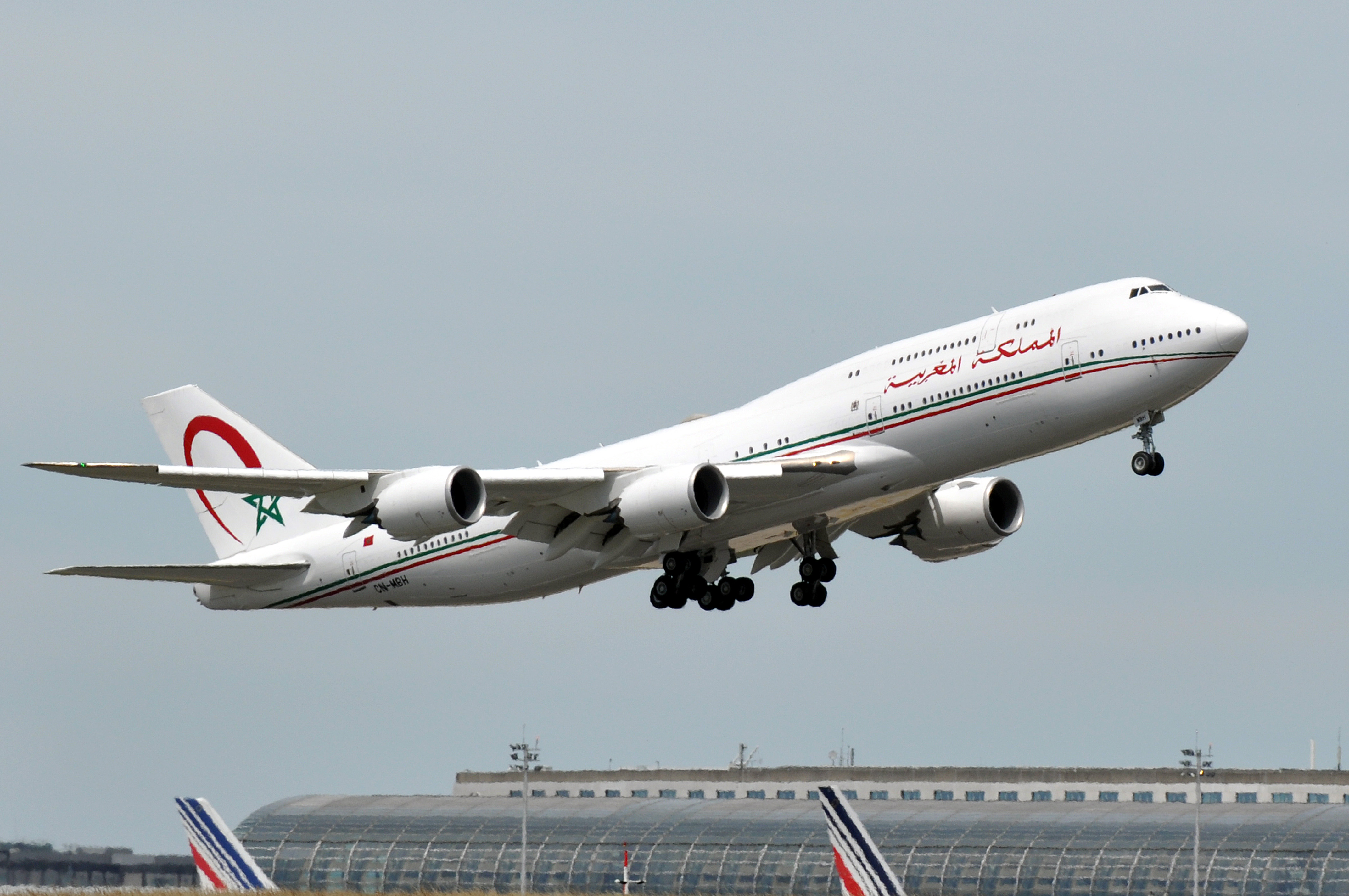
モロッコ政府専用機の747-8型機

2011年6月の時点で、航空会社からの発注は以上の3社である。航空会社3社など（他には個人用、要人輸送用としての発注もあるが、詳細は公表されていない）により、計33機の受注を獲得している。
747-400を運航している航空会社は多いにもかかわらず、かつてほど受注に勢いがない理由としては、搭載エンジンが上述のGEnxに限られているため、元来ロールス・ロイス製のエンジンを中心に採用してきたブリティッシュ・エアウェイズ（貨物タイプはアトラス航空の委託という形で運航していた）やカンタス航空、キャセイパシフィック航空（貨物タイプは運航中）、シンガポール航空などイギリス連邦系の航空会社が発注を見送っていることが挙げられる。加えて時代背景として、超大型機は747-400一択であった頃に比べてさらに大型であるA380、やや小型だが双発の777-300と選択肢が増えていること、そしてB777やB787などの双発機が大型化・高性能化したことで航続距離の面からは747クラスの超大型機を必要としなくなったことが要因として挙げられる。
事実、シンガポール航空はA380の最初のオペレーターとなり、カンタス航空もA380を導入した。またブリティッシュ・エアウェイズはボーイング747-400を2014年11月現在57機運用しており、同型機の最大オペレーターであるが、その-400型機の後継ともいえる-8IC型機ではなくA380を発注した。これには先述の搭載エンジンの問題が絡んでいると言われる。他方で、かつては世界最多のボーイング747を保有していた日本航空は2011年3月、全日本空輸は2014年3月を以てボーイング747-400/-400Dを全機退役させたが、後継機としての位置付けは表明していない。同時に両社ともエアバスA350XWB（-900、-1000）、ボーイング777（-200、-200ER、-300、-300ER、-9X）やボーイング787（-8、-9、-10）を大量導入する等で4発機よりも双発機へ関心を向けていたが、後に全日本空輸は2019年5月24日から成田-ホノルル線にてA380を就航させた。
先述のようにボーイング社はA380と777-300ERの中間機材と述べ、A380を発注している航空会社からも関心は得られると考えている。実際にローンチカスタマーとなったルフトハンザドイツ航空、さらに大韓航空は共にA380も発注しており、この点からボーイング社の考えは全く的を外していないことと取れる。同社はもちろん、747-400の後継機としての位置付けとして最適な機体とも考えており、先にA380を発注していない中国国際航空からも早速、受注を得ている。
また2008年7月4日、全日本空輸は社内で新機種選定委員会を立ち上げた。主に同社の将来の「新大型機」の選定だがエアバスA380と共に導入検討候補の対象とされている。しかし2008年12月、同社は世界経済と経営状況の悪化を受け大型機の導入計画を一時凍結すると発表した。2011年11月現在、ここから話は進展しておらず2008年9月末までに公然にする予定であった新大型機導入の話は一旦、水面下に沈むことになった。同社は「委員会は継続しており、新大型機選定についてはその時期が来れば再考する」としているが、同社が2010年3月期に過去最大の赤字を計上し政府からの融資を受けたこともあり、「凍結発表」から4年が過ぎた2013年12月現在その兆しは見られなかった。しばらく話の進展が無かったが2014年3月27日、同社は5機種の機材発注を同時決定した。その発注した5機種のうち、大型機として既存のB777-300ERに加え、B777-9Xが新たに加わることとなった。
2010年10月15日、胴体部分の結合が完了した。
2011年2月13日、正式にロールアウトした。このロールアウトにより、23年ぶりに旅客型747がリニューアルされることとなった。なお、この初号機には、これまでのボーイングブルーとは大きく異なり、赤橙色を主体とした『Sunrise』の塗装が施された。この『Sunrise』の塗装は初号機にのみ施される予定である。
同年3月18日に地上走行テストを無事に終了し、同年3月20日には初飛行に成功した。
引渡しは2011年第4四半期となる予定としており、ビジネスジェット運航会社(会社名非公表)に初めて引き渡されることとなっている。ここで、初めて引き渡される機体は上記の『Sunrise』の塗装を施した初号機となる。
2011年のパリ・エアショー（6月20 - 26日）初日に新たに下記の航空会社を含めた2社から計17機の受注を獲得した。実機を展示したイベントで、初の受注となった。その後、ナイジェリアのアリクエアから10月6日に確定2機の受注を、またロシアのトランスアエロ航空からも4機の受注を得ていたが、前者はB787-9へ発注を変更したことによりキャンセルされ、後者は2015年10月の経営破綻に伴って導入されることがなかった。
2012年2月28日、最初の納入先となるビジネスジェット運航会社（会社名非公表）に初めて引き渡された。
2012年4月25日、ルフトハンザドイツ航空に定期運航会社向けとして初めてとなる機体が引き渡された（機体記号:D-ABYA,同航空会社向け初号機）。同年5月1日には、同航空会社のハブ空港であるフランクフルトに向けて出発し、5月2日にフランクフルトに到着した。歴史的な初就航路線はフランクフルト・ワシントンで、2012年6月1日に初就航した。同年夏には、ロサンゼルス・シカゴ・バンガロール・デリーにも順次就航した。
2014年6月28日、ルフトハンザドイツ航空向けの機体（登録記号：D-ABYP）が引き渡されたことで、（初期型のボーイング747-100から数えて）ボーイング747が量産1500機を達成した。これにより、民間の大型4発機の量産数としてさらに記録更新となった。
ワンワールドの加盟会社で唯一導入していない機種である。

#### 発注航空会社（旅客機タイプ）[46]
- 大韓航空

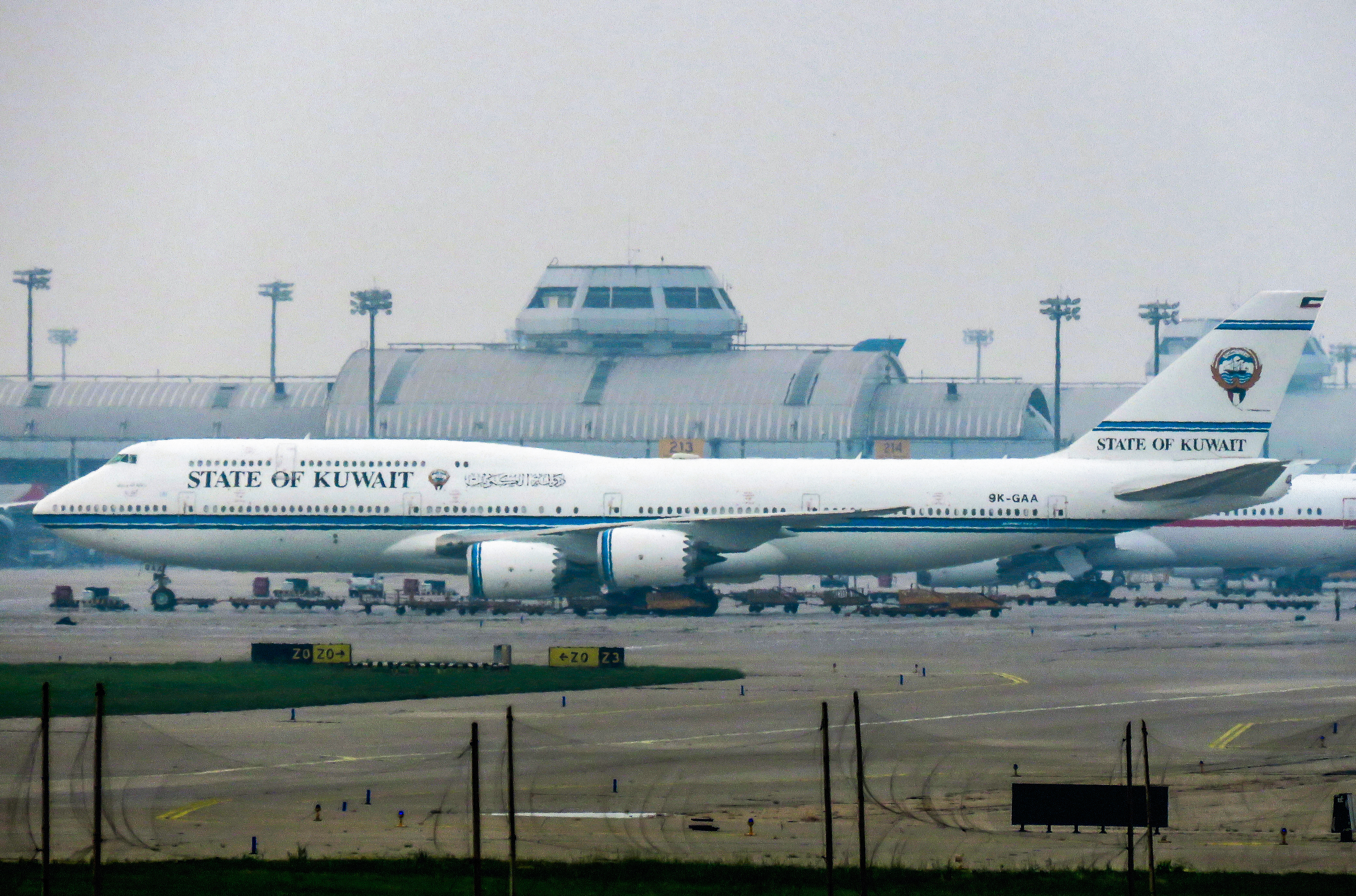
クウェート政府専用機のボーイング747-8

- ルフトハンザドイツ航空（ローンチカスタマー）
- 中国国際航空

など
- VIP ORDERS（要人輸送用）
  - クウェート航空は同社塗装にて特別機として運用している。また、カタールアミリフライトはVIP仕様の747-8のうち1機をマン島プライベートジェット運用会社売却[47]で米国内保管している機体を後述米国次期大統領専用機の改修引き渡し遅延に苛立ったトランプ大統領が視察後[48][49]、米国内防衛・通信企業に改修を指示し、2025年内納入既存VC-25Ax2機と繋ぎ併用する見込みが報道された[50]。ほか、サウジアラビア政府の受領した同型機はムハンマド・ビン・サルマーン王太子により使用されている[51][52]。
  - 韓国政府は、現在運用中の政府専用機（ボーイング747-400、大韓航空からのリース機）の後継機として、同じく大韓航空のボーイング747-8を長期賃借する契約を結んだ[53]。

### 747-8F（フレイター：貨物機型）

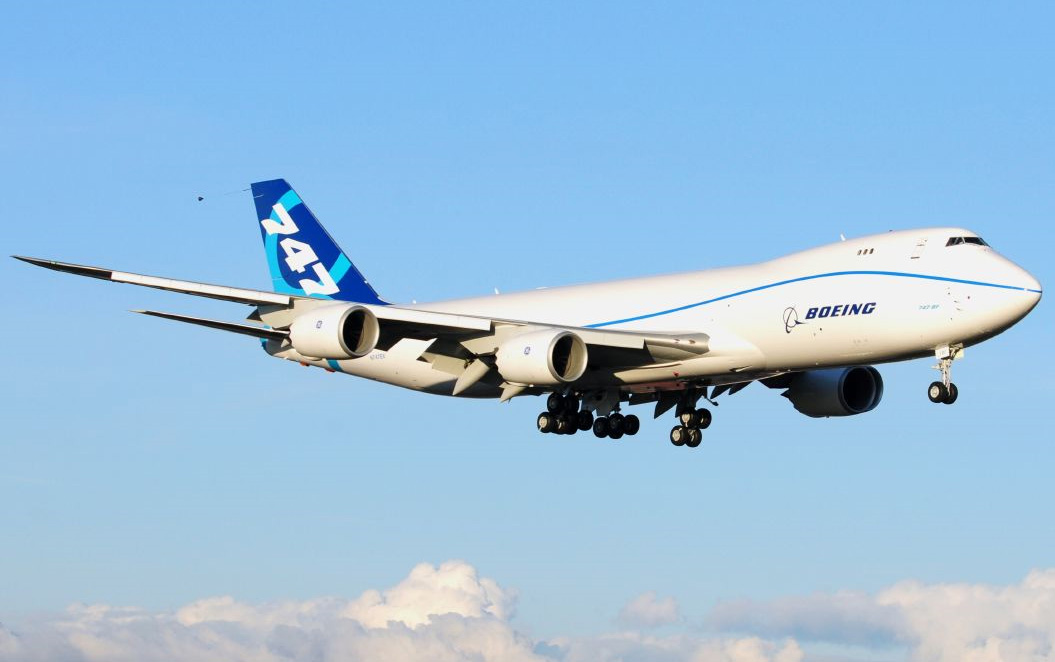

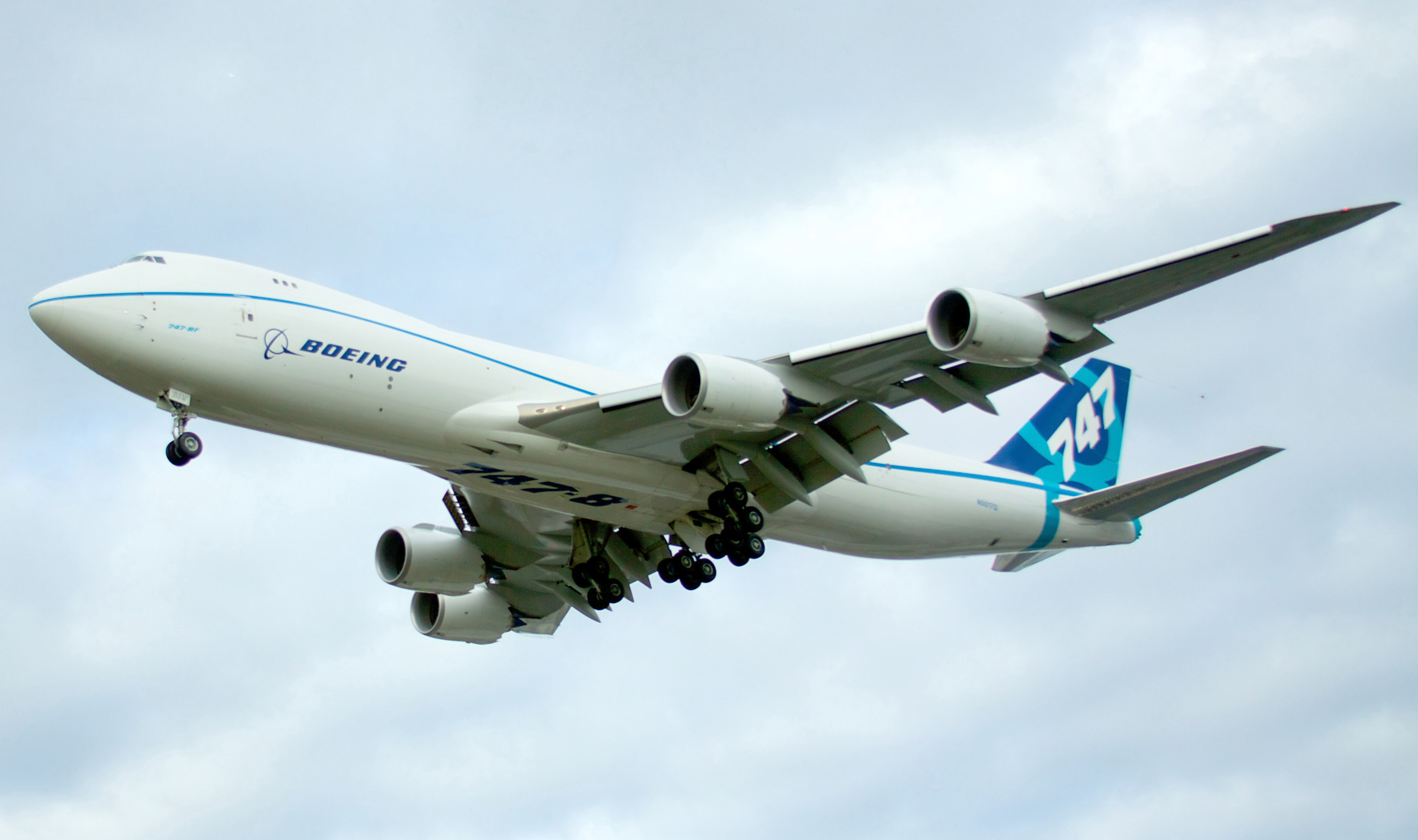
ボーイング747-8F

貨物機としてのボーイング747型は世界の航空貨物のおよそ半分を輸送しているほどポピュラーな存在である。この独占状態を維持するため、ボーイングでは「747-8」の派生タイプとして「747-8Freighter」もしくは「747-8F」と呼ぶ貨物機型を開発した。貨物機型は旅客機型より先に就航し、日本国内に籍を置く航空会社では、貨物航空業大手の日本貨物航空が確定発注し、2013年頃から新造機を受領し、世界各国への定期国際路線で運航を開始している。外観上は「747-400F」同様、アッパーデッキが旅客機タイプより短い。最大離陸重量(MTOW)は440トンで、最大ペイロードは140トン。
「747-8F」は現行の「747-400ERF」に比べてペイロードは増加したが航続距離は僅かに減少した。これはボーイングが「-400ERF」を発表した際、ベースモデルの「747-400F」に比べてMTOWが16トンほど増加したが最大ペイロードは据え置かれた。つまり、MTOWの増加は搭載燃料に振り向けられ、航続距離は伸びたが貨物の搭載重量は変わらなかった。しかし、カーゴルックス航空のような機械類や分解できない大型貨物の輸送を頻繁に行うユーザーにとっては大きなペイロードと着陸能力を持つ機材を必要とし、貨物を可能な限り搭載したい。このため「747-8F」では60,000ポンド（およそ27トン）のMTOW増加をそのまま無燃料重量（すなわちペイロード）の増加に振り向けられている。なお「747-8F」の最大ペイロード状態における搭載可能な燃料量は全タンク容量の半分程度である。
したがって貨物重量を「-400ERF」と同等（112トン）程度とした場合には、その重量差分の燃料を搭載できるので航続距離は「-400ERF」より大きいものとなる。運航規制の重要な指標となる二酸化炭素排出量については747クラシック貨物型を100とした場合、60以下であり、同社の双発貨物機777F型機の70を下回っていることで「双発機よりも低騒音でエコロジーかつエコノミー」な貨物機である。
2008年8月18日、ボーイングより日本の国土交通省へ747-8Fに対する型式証明の申請があり、2012年6月27日、国土交通省航空局において所要の審査が終了し、国土交通省航空局安全部長より、ボーイング・ジャパン社長マイケル・デントン(Michael Denton)に対して、型式証明書の交付を行った。

#### 貨物機としての利点
超大型機としてライバルであるエアバス社のA380のほうが受注状況から判断して優れているように見えるが、これは旅客型に対してのみのことである。貨物型ではA380-800Fが一旦受けた受注を全てキャンセルされて開発は計画で終わり、747-8の方がリードしている。この第一の理由はA380計画全体の遅れによる-800Fの開発遅延である。B747-8Fの実際の運用における利点としては、貨物を搭載する際、機体の形状がA380より有利であることが言及されている。貨物航空会社だけでなく、A380旅客型を発注している航空会社からも支持を得ている（例:エミレーツ航空、大韓航空）。このことから747の活躍の場はかつてに比べると狭まりつつあるが、決して不要というわけではない。むしろ民間大型貨物機部門ではこれに対抗する他社の新型機は存在しないため、ボーイング社の独擅場となる可能性が高い。
この様に旅客型は苦戦をしているが、貨物型はローンチからそれなりの受注数を得ており好調である。ボーイング747はもともとロッキード社（当時）と大型軍用貨物機の競合入札でロッキード案が採用（C-5となる）されて敗退した結果、開発資源を民間機へ転用した型式であり、また超音速旅客機の実用化後は貨物機に転用する計画であった。当初の思惑と異なるが、半世紀近くの長い月日を経てようやく本来の役割を得られたとも取れる。
2008年3月6日、ボーイング社は設計が50%完了したと発表した。2009年11月18日に機体への塗装が完了し初号機が完成した。2010年2月6日、地上走行テストを無事に終了し、同年2月8日には初飛行に成功した。2011年3月の時点で、航空会社9社より計80機の受注を獲得している。

#### 初号機の受領開始後
2011年9月19日に、ローンチカスタマー・カーゴルックス航空向けの初号機が納入される予定となっていた。当日はシアトル近郊のボーイングのエバレット工場で、納入式典が行われ同機を受領する予定だった。ところがボーイング社とカーゴルックス航空の間での契約において諸問題が発生した（製造された初期の機体の性能に問題があった）。このことで納入式典は中止となり、カーゴルックス航空関係者は会場から引き上げ、初号機の受領を拒否した。さらに同月21日には、2号機が引き渡される予定であったが、同機も受領を拒否した。この受領拒否に対する策としてカーゴルックス航空は、他の機体を使う準備をすすめている。
加えて2006年9月に12機を発注していたアトラス航空も最初の3機の納入を拒否した。一方で残る9機について、予定としてアトラス航空は3機を2011年に、4機を2012年、2機を2013年に受領するように変更された。その後、前記のカーゴルックス航空向けの最初の2機に関する契約紛争は解決された。10月6,7日に取締役会が開催され、12機を発注しているGEnx-2Bを搭載する機体の最初の2機の受領が確認された。9月16日にデリバリー直前でカーゴルックス航空が最初の2機を拒否してからおよそ1か月が経ったが、カーゴルックス航空は取締役会の承認を経て、10月12日にローンチカスタマーとして世界で初めて同型機を受領することとなった。

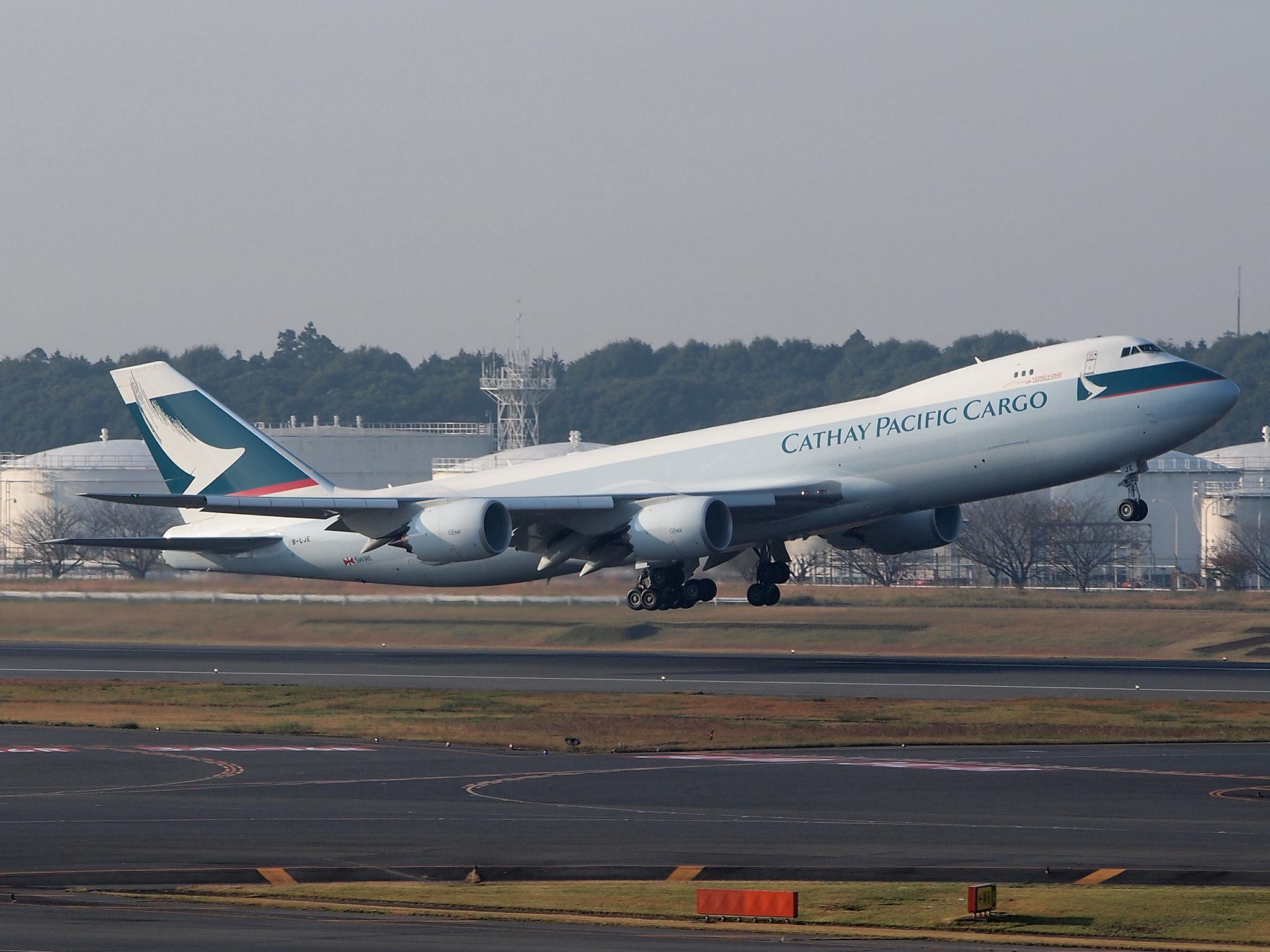
キャセイパシフィック航空 B-LJE

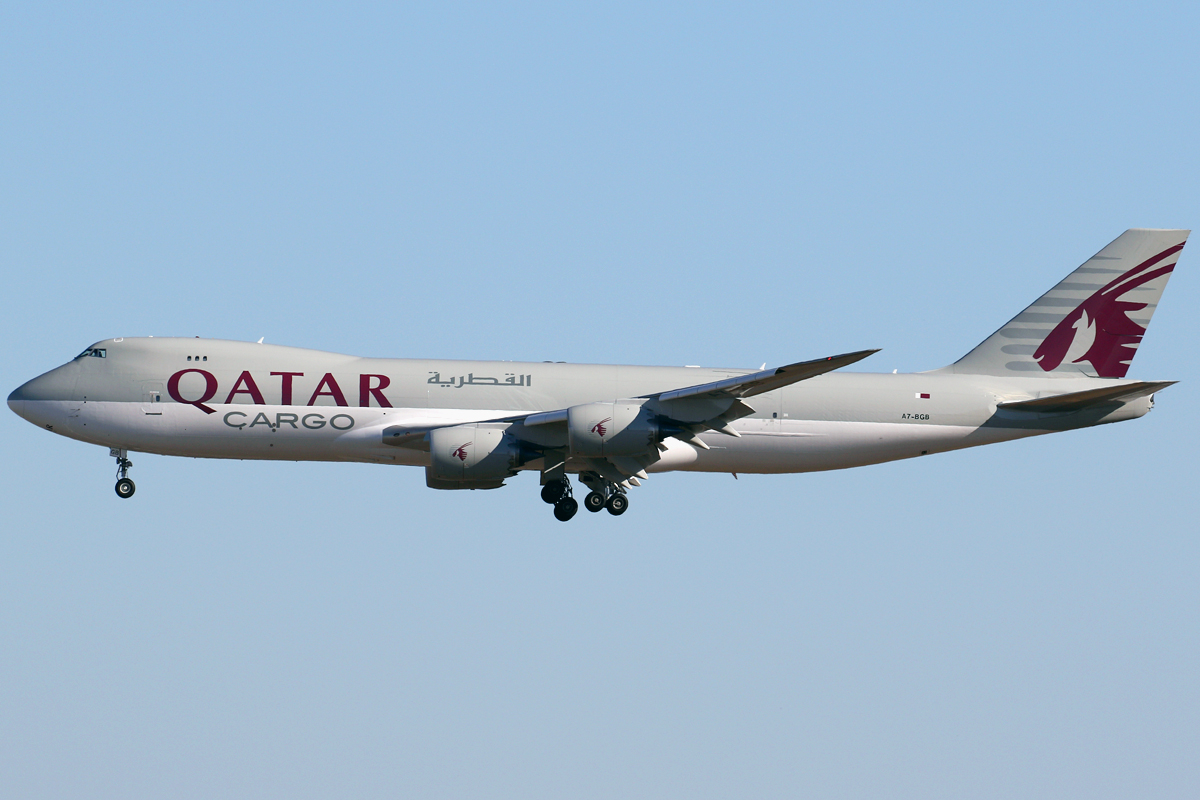
カタール航空 A7-BGB

2011年11月1日、キャセイパシフィック航空はアジア初の747-8F（B-LJE）を受領。その翌日にはアトラス航空にもブリティッシュ・エアウェイズ塗装の747-8F（G-GSSD）を受領した。
日本の航空会社では航空貨物業大手の日本貨物航空（NCA）が747-8Fをこれまで主力機材として運航していた747-400Fの後継機材としてボーイング社に14機(8機は確定発注で、6機はオプション)確定発注したが、2015年に4機をキャンセル、2017年にはさらに2機をキャンセルした。NCAでは新造747-8Fを順次受領し、以前の主力機747‐400Fと世代交代を進めつつ自社運航の各路線に投入している。

#### 発注航空会社（貨物機タイプ）[67]
- コリアンエアカーゴ

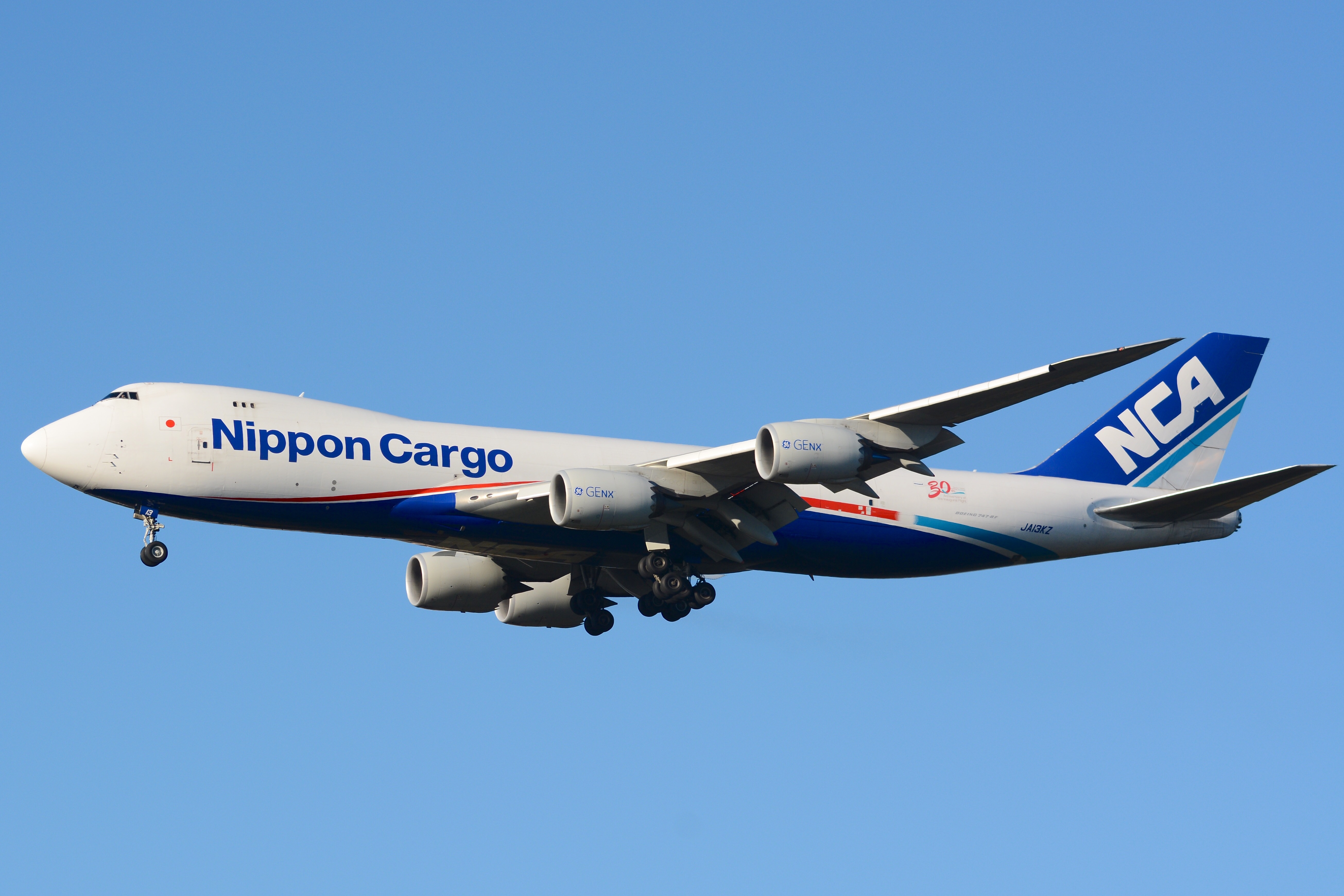
日本貨物航空の747-8F型機

- 日本貨物航空(ローンチカスタマー)[68]
- キャセイパシフィック航空
- カーゴルックス航空（ローンチカスタマー）
- エアブリッジ・カーゴ
- アトラス航空（ブリティッシュ・エアウェイズからの委託運航）
- カタール航空
- シルクウェイウエスト航空
- UPS航空
- GEキャピタル・アビエーション・サービス（GECAS）
- ドバイ・エアロスペース・エンタープライズ（英語版）（DAE）

## スペック
- 乗員 - 2名（操縦士）
- 座席数-インターコンチネンタル（旅客型）のみ
  - 3クラス構成の場合：467席
  - 2クラス構成の場合：581席
- 全長 - 76.3 メートル[69]
- 全高 - 19.4 メートル
- 翼幅 - 68.5 メートル
- 胴体横幅 - 6.1 メートル
- エンジン - GEnx-2B67
- 最大推力 - 66,500 ポンド
- 最大離陸重量 - 435,456 キログラム
- 最大燃料搭載量
  - インターコンチネンタル（旅客型）- 243,120 リットル
  - フレイター（貨物型）- 230,625 リットル
- 最大航続距離 
  - インターコンチネンタル（旅客型）- 14,815 km
  - フレイター（貨物型）- 8,275 km
- 巡航速度[70]
  - インターコンチネンタル（旅客型）- マッハ 0.855
  - フレイター（貨物型）- マッハ 0.845

## 受注
2005年には貨物型-8Fのみが受注数を伸ばす状況だったが、2006年12月に、ルフトハンザドイツ航空から民間航空会社として初めてとなる旅客型-8Iの20機受注（別途20機をオプション）が得られた。航空会社による旅客型-8ICの初受注後、再び受注があったがいずれも貨物型-8Fであり、ルフトハンザドイツ航空に続く旅客型-8Iの受注はしばらくなかった。しかし2009年12月、大韓航空から2社目の航空会社として旅客型-8Iの受注が得られた。さらに2011年3月には、中国国際航空からも旅客型-8Iのロールアウト（2011年2月）後では、初めてとなる同型の受注が得られた。
日本では旅客型-8Iを発注した航空会社はなく、-400を使ってきた日本国政府専用機もB777-300ERが2019年に次世代日本国政府専用機として選ばれている。しかし、貨物型-8Fで日本貨物航空から受注を得ており、初号機（JA13KZ）は2012年7月25日に受領。3日後の7月28日に拠点となる成田国際空港に到着し、同社運用機が商業運航用としては唯一の日本籍のボーイング747となっている。
2015年1月にはアメリカ空軍・国防総省が軍用型として、2021年頃に退役予定の大統領専用機「エアフォースワン」（VC-25・B747-200B改造）の代替に747-8を3機発注することを決めた。しかし2017年に大統領に就任したドナルド・トランプの方針により、うち2機は新古機（発注したトランスアエロが破綻したため完成後ボーイング社で保管していた機体）の改修で賄われることになり、新造は1機のみとなった。
大韓航空はB747-8IとB747-8Fを世界で始めて同時に購入した航空会社である。2012年2月には、B747-8FとB777Fを世界で初めて同時に、保有・運航する航空会社となった。2020年、韓国国防部は大韓航空との間で、政府専用機として747-8Iのリース契約を結んだ。実際の運用は改造等を経て2022年頃となる見込み。2024年5月8日、大韓航空は747-8Iを5機シエラ・ネヴァダ・コーポレーションに売却することを決めた。同社はE-4B後継機の開発を受注しており、同機を改修して開発する予定。
| 米政府受注内訳 2025年現在 | 米政府受注内訳 2025年現在 | 米政府受注内訳 2025年現在 | 米政府受注内訳 2025年現在 | 米政府受注内訳 2025年現在                                         | 米政府受注内訳 2025年現在 |
| 機体型式                  | 機体番号                  | 製造番号                  | 運用用途                  | 備考                                                              |                           |
| ------------------------- | ------------------------- | ------------------------- | ------------------------- | ----------------------------------------------------------------- | ------------------------- |
| Boeing 747-8KB BBJ        | P4-HBJ                    | 37075 / 1449              | VC-25A併用補完 （見込み） | カタールアミリフライト中古機、 L3ハリス・テクノロジーズ改修見込み |                           |
| Boeing 747-8B5            | N747US                    | 40905 / 1506              | E-4B後継                  | 大韓航空中古機、 シエラ・ネヴァダ・コーポレーション改修中         |                           |
| Boeing 747-8B5            | N747EF                    | 40906 / 1509              | E-4B後継                  | 大韓航空中古機、 シエラ・ネヴァダ・コーポレーション改修中         |                           |
| Boeing 747-8B5            | N747SN                    | 40907 / 1524              | E-4B後継                  | 大韓航空中古機、 シエラ・ネヴァダ・コーポレーション改修中         |                           |
| Boeing 747-8B5            | N748GM                    | 40908 / 1525              | E-4B後継                  | 大韓航空中古機、 シエラ・ネヴァダ・コーポレーション改修中         |                           |
| Boeing 747-85M            | N894BA                    | 42416 / 1519              | VC-25B                    | トランスアエロ航空新古機、ボーイング改修中                        |                           |
| Boeing 747-85M            | N895BA                    | 42417 / 1523              | VC-25B                    | トランスアエロ航空新古機、ボーイング改修中                        |                           |

## 競合機種
- エアバスA380